# 4375 Kiyomori
4375 Kiyomori (1987 DQ) là một tiểu hành tinh vành đai chính được phát hiện ngày 28 tháng 2 năm 1987 bởi Tsuneo Niijima và Takeshi Urata ở Ojima.